# 閻温
閻 温（えん おん、? - 建安18年（213年））は、中国後漢末期の政治家。字は伯倹。涼州天水郡西城県の人。

## 生涯
涼州の別駕として、上邽県令の職務を代行していた。建安16年（211年）、潼関の戦いで曹操に敗れた馬超が上邽に逃れてくると、郡民の任養らがこぞってこれを迎え入れた。閻温はそれを食い止めることが出来ず、州へ帰還した。
建安18年（213年）、勢力を巻き返した馬超により、州庁のある冀城が包囲された。近隣の諸県大半が馬超に呼応し、冀城のみが刺史の韋康らに残された拠点という状況の中、閻温は馬超残党の掃討に当たっていた夏侯淵に危機を伝えるため城を脱出。包囲軍の目を逃れるため、夜間に水中を潜って城外に出たが、翌日には跡を発見されてしまい、追跡を受け、顕親の地で捕縛された。
馬超は閻温の縄を解くと、籠城軍の士気を削ぐため、援軍が来ないと伝えるよう脅した。閻温は承諾する振りをしつつ、これに反し城外から「3日と経たぬ内に大軍（の救援）が来る！」と呼びかけ、籠城軍を奮い立たせた。馬超から命が惜しくないのかと責められるも、返答しなかった。馬超は冀城を陥落させることができず、なおも閻温の変心を期待し、城内の知人で自分に同調する者がいないかと尋ねたが、なおも閻温は返答を拒否した。馬超が閻温を厳しく責め立てると、これに答えた。「そもそも主君に仕える場合、死んでも裏切らないもの」「私はいたずらに生を貪る者ではない」と。ついに閻温は馬超によって殺害された。